# Лэнг, Перл
Перл Лэнг (англ. Pearl Lang, имя при рождении — Pearl Lack, 29 мая 1921 — 24 февраля 2009) — американская танцовщица, хореограф и педагог. Стала известна как продолжатель хореографического стиля Марты Грэм, а также многолетней работой в собственной танцевальной труппе — Театре танца Перл Лэнг (Pearl Lang Dance Theater).

## Карьера
Родилась в Чикаго. С детства занималась танцами и изучала актёрское мастерство при Театре Гудмана. Преподаватель хореографии для актёров Францес Аллис (англ. Frances Allis) обучали их своему собственному контемпорари стилю, у которого было много общего со стилем Марты Грэм. Лэнг освоила технику Эллис и выступала с её труппой в Чикаго. В 1938 году 17-летняя Перл поступила по программе для одарённых студентов в Чикагский университет, в котором проучилась до 1941 года. В этом году она переехала в Нью-Йорк. Урождённая Перл Лэк (Pearl Lack) взяла себе сценическое имя Перл Лэнг («Pearl Lang»). Она стала обучаться с Мартой Грэм и Луи Хёрстом, а затем присоединилась к Танцевальной труппе Марты Грэм. В ней она оставалась солисткой с 1942 по 1952 год, а также принимала участие в качестве приглашённой артистки с 1954 по 1970 год. Она стала первой женщиной, танцевавшей семь партий из репертуара Марты Грэм — и на протяжении тридцати лет эти выступления пользовались успехом у критиков и публики. Она была частью первого состава первых постановок балетов: «Deaths and Entrances» (англ. Смерти и появления), «Punch and the Judy» (Панч и Джуди), «Land Be Bright» (И стало светло), «Imagined Wing» (Воображаемое крыло), «Diversion of Angels» (Отвлечение ангелов), «Canticle for Innocent Comedians» (Песнь для невинных комиков), «Ardent Song» (Пламенная песня), «Dark Meadow» (Тёмный луг), Night Journey (Ночное путешествие), «Eye of Anguish» (Глаза страха) и «Appalachian Spring» (Весна в Аппалачах). Она также участвовала в бродвейских постановках «Carousel» (1945-47), «Finian’s Rainbow» и «Peer Gynt».
В 1952 году основала собственную труппу — Театр танца Перл Лэнг (Pearl Lang Dance Theater). Для труппы поставила в качестве хореографа шестьдесят три работы, тридцать шесть из которых были основаны на еврейской тематике. Выступала хореографом для фильмов, оперы и телевидения. Её работы также исполнялись Голландским балетом, Бостонским балетом и израильским ансамблем Бат-Шева. В 1970 году она пригласила Алвина Эйли с его труппой переехать в одно здание с её труппой на 229 East 59-й улице в Манхэттене. Вместе они стали руководить Американским танцевальным центром (American Dance Center) как сдвоенной школой. Последний нью-йоркский сезон Театра танца Перл Лэнг прошёл в стенах студии Дэнни Кея в 2001 году.

## Награды
Среди наград и признаний Лэнг имеются: две Стипендии Гуггенхайма за хореографию, Награда Марты Грэм (Martha Graham Award) за выступление и хореографию, Награда рабочих (Workmen's Circle Award) за вклад в еврейскую культуру через танец, За достижения от артистов и писателей за мир на Ближнем Востоке (Achievement Award from the Artists and Writers for Peace in the Middle East), За достижения от Конгресса за еврейскую культуру (Achievement Award from the Congress for Jewish Culture), За культурные достижения (Cultural Achievement Award) от (Национального фонда еврейской культуры, награда Куинз-колледжа за Достижения в еврейском искусстве (Excellence in Jewish Art), а также 19 мая 1985  Джульярдская школа присвоила ей звание почётного доктора искусств. В 1997 году была включена в Зал славы Международного комитета за Библиотеку танца Израиля. В 2001 году на Американском фестивале танца получила награду за жизненные достижения педагога — «Lifetime Distinguished Teaching».

## Преподавание
В качестве педагога Лэнг работала на факультетах Йельского университета с 1954 по 1968 год, в Джульярдской школе — с 1952 по 1969 год, Коннектикутском колледже и Neighborhood Playhouse — 1963 по 1968 год, а также в Школе современного танце Марты Грэм (Martha Graham School of Contemporary Dance) — почти до смерти. Среди её многочисленных студентов были певица Мадонна и хореограф Пина Бауш.

## Смерть
Лэнг была в процессе восстановления после операции на бедре, когда умерла от сердечного приступа. Это произошло в Манхэттене за три месяца до её 88-летия. Она проживала в Верхнем Вест-Сайде вместе с мужем, актёром Джозефом Уайзменом, за которого вышла замуж в 1964 году. Уайзмен умер меньше чем через восемь месяцев после смерти жены — 19 октября.

## Фильмы
- Лэнг и Франциско Монсьон (Francisco Moncion) танцуют: Black Marigolds, музыка Алана Хованесса. Из трансляции канала CMS 1962 для утренней передачи Camera Three, режиссура Ника Хавинга, создано в сотрудничестве с Департаментом образования Нью-Йорка[англ.]
- Диббук (The Dybbuk) для CBC

## Работы в качестве хореографа
- Song of Deborah, Moonsung and Windsung 1952
- Legend, Rites 1953
- And Joy is My Witness, Nightflight 1954
- Sky Chant 1957
- Persephone 1958
- Black Marigolds 1959
- Shirah 1960
- Apansionada 1961
- Broken Dialogues 1962
- Shore Bourne 1964
- Dismembered Fable 1965
- Pray for Dark Birds 1966
- Tongues of Fire 1967
- Piece for Brass 1969
- Moonways and Dark Tides 1970
- Sharjuhm 1971
- At That Point in Place and Time 1973
- The Possessed 1974
- Prairie Steps 1975
- Bach Rondelays, I Never Saw Another Butterfly, A Seder Night, Kaddish 1977
- Icarus, Cantigas Ladino 1978
- Notturno 1980
- Gypsy Ballad, Hanele the Orphan, The Tailor’s Megilleh 1981
- Psalm, Song of Songs 1983
- Tehillim 1984
- Dance Panel #7 2000
- The Time is Out of Joint 2001